# Aedes annulipes
Aedes (Ochlerotatus) annulipes (Meigen, 1830) è un dittero appartenente alla famiglia Culicidae.

## Descrizione
Risulta morfologicamente distinguibile dalla affine Aedes (Ochlerotatus) cantans solo allo stadio di adulto, in base ai caratteri dell'apparato genitale maschile. Per una descrizione completa dei reperti italiani vedi Zamburlini R., 1996.

## Biologia

### Riproduzione
Presenta generalmente un'unica generazione annuale con svernamento allo stadio di uovo. Per le popolazioni italiane il ciclo larvale si svolge dal mese di febbraio al mese di maggio; gli adulti sopravvivono fino a giugno inoltrato.
Gli stadi giovanili delle popolazioni italiane si sviluppano in freddi (temperatura dell'acqua da 5 a 15 °C) acquitrini semipermanenti interni ad ambienti boschivi umidi (Querco-carpineti e Saliceti), condivisi con gli altri culicidi Anopheles claviger, Culiseta morsitans, Aedes cantans, Aedes cinereus e Aedes geminus.

## Distribuzione e habitat
È specie a distribuzione euroasiatica. In Europa risulta prevalentemente distribuita nelle regioni centro-settentrionali e orientali. In Italia risulta presente nella pianura veneto-friulana.

## Interesse sanitario
È aggressiva per i mammiferi e per l'uomo; può fungere da vettore del virus Tahyna e del virus della mixomatosi.